# Joseph Hollman
Joseph Corneille Hubert Hollman (Maastricht, 16 oktober 1852 – Parijs, 31 december 1926) was een Nederlands cellist en componist.

## Biografie

### Opleiding
Joseph Hollman werd geboren in de Spilstraat te Maastricht als zoon van de koopman Karel Lodewijk Hubert Hollman en zijn vrouw Maria Elisabeth Hubertina Theodora Rutten. Al op jonge leeftijd bleek hij over grote muzikale gaven te beschikken. Zijn eerste celloleraar was André Keller. Op 14-jarige leeftijd werd hij toegelaten tot het conservatorium van Brussel, waar hij korte tijd les kreeg van de beroemde cellist Adrien François Servais en later van Isidore Deswert. Daarnaast volgde hij compositielessen bij François-Joseph Fétis en Charles Bosselet. In 1870 sloot Hollman op 18-jarige leeftijd zijn Brusselse conservatoriumopleiding af met een eerste prijs. Daarna vervolgde hij zijn cellostudies in Parijs bij Léon Jean Jacquard en in Sint-Petersburg bij Karl Davidoff.

### Loopbaan
Zijn eerste openbare concert vond in 1875 plaats in Parijs. Daarna volgden succesvolle concerten in heel Europa en Amerika. In de jaren 1880 was Hollman enige tijd solocellist van de Meiniger Hofkapelle, in die tijd een gerenommeerd orkest onder leiding van Hans von Bülow. In 1887 keerde hij terug naar Parijs, waar hij kennis maakte met onder meer Jules Massenet, Edouard Lalo, Eugène Ysaÿe en Camille Saint-Saëns. Van 1916 tot zijn dood was Parijs zijn vaste woonplaats.

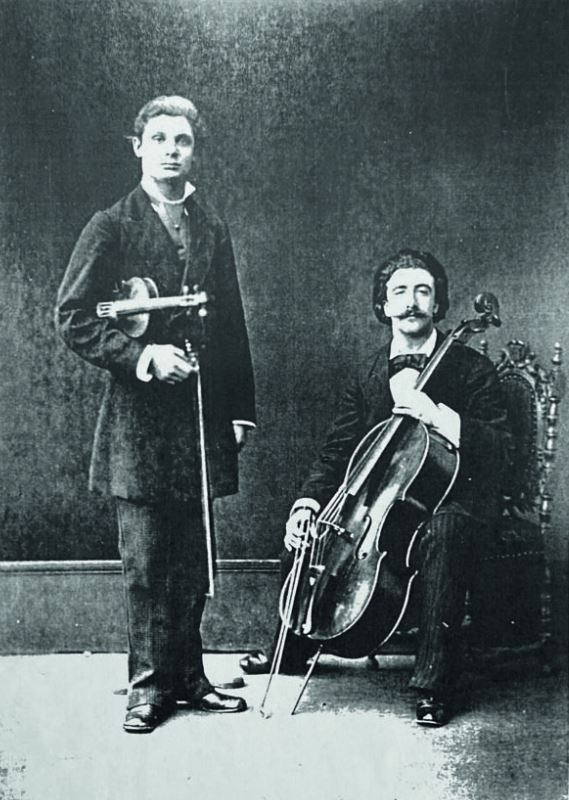
Eugène Ysaye (staand met viool) en Joseph Hollman (zittend met cello)

### Eerbetoon
De Nederlandse koning Willem III benoemde Hollman tot hofmusicus met als eretitel 'koninklijk violoncellist'. Ook gaf Hollman enige tijd les aan de zoon van de Japanse keizer. Verschillende composities zijn aan hem opgedragen. Zo droeg Camille Saint-Saëns in 1902 zijn tweede celloconcert in d klein, opus 119, aan Hollman op, en in 1910 La Muse et le poète voor viool, cello en orkest, opus 132, aan Hollman en Ysaÿe samen. Joseph Hollman componeerde zelf ook, maar had daarmee minder succes.
Hollman ontving diverse (internationale) onderscheidingen en titels, onder andere officier in de Orde van Oranje-Nassau, officier in de Orde van de Eikenkroon (Nederland), officier van het Legioen van Eer (Frankrijk), ridder in de Huisorde van de Wendische Kroon (Mecklenburg-Strelitz), ridder in de Order of Merit (Groot-Brittannië) en officier in de Orde van de Rijzende Zon (Japan).
Joseph Hollman overleed in 1926 in Parijs. Hij werd in zijn geboortestad Maastricht onder groot eerbetoon begraven op de Algemene Begraafplaats Tongerseweg. In hetzelfde jaar werd een gedenkplaat aangebracht op zijn geboortehuis (Spilstraat 4). Het Bonnefantenmuseum bezit een geschilderd portret van hem. In het stadhuis van Maastricht staat een portretbuste. In de Maastrichtse wijk Brusselsepoort is een straat naar hem vernoemd.

## Afbeeldingen

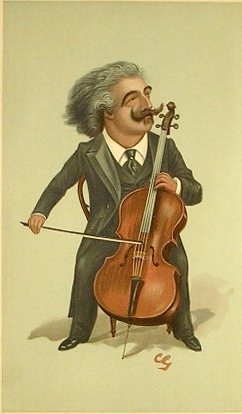
Karikatuur in Vanity Fair, 1897
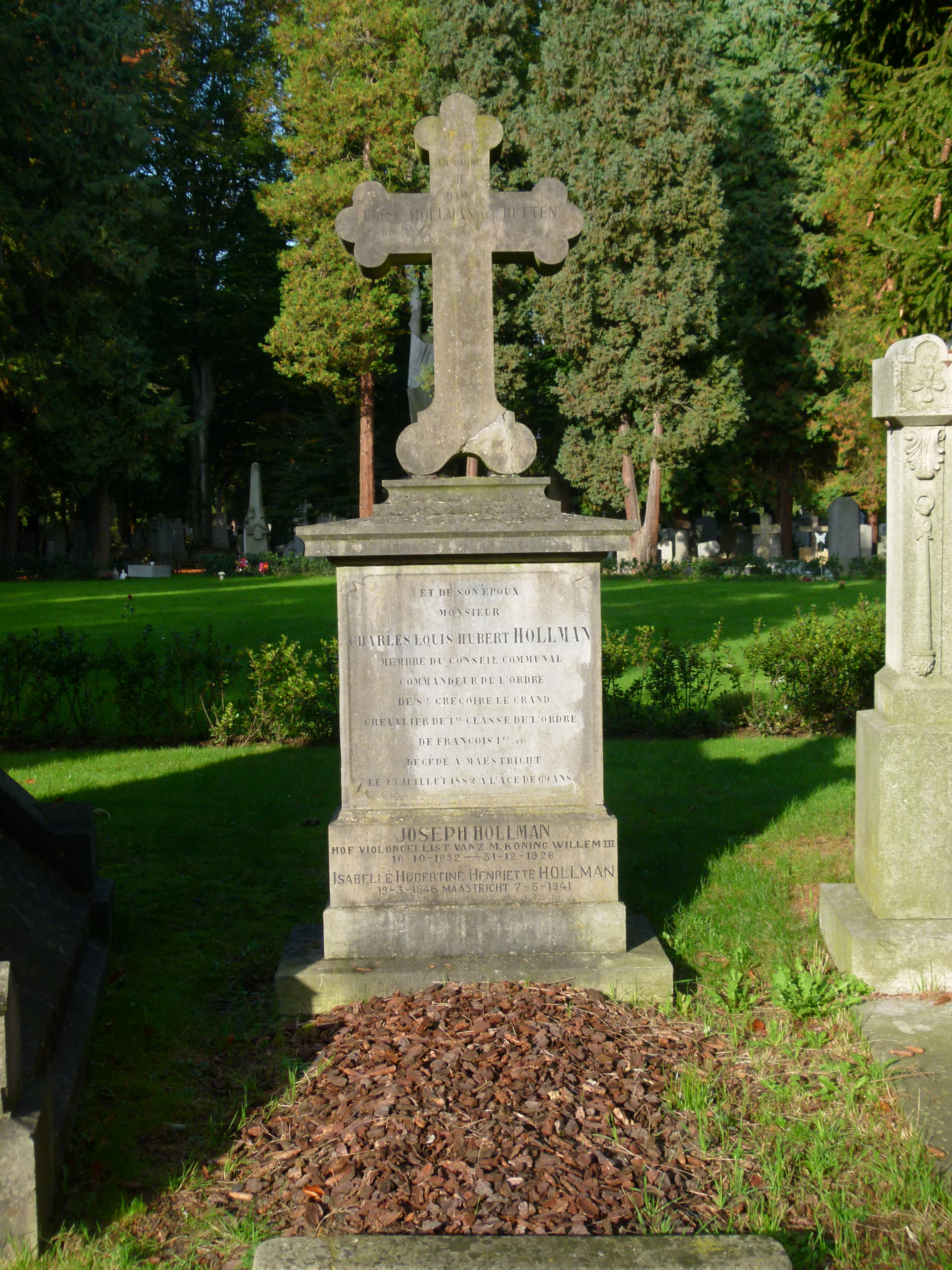
Grafmonument
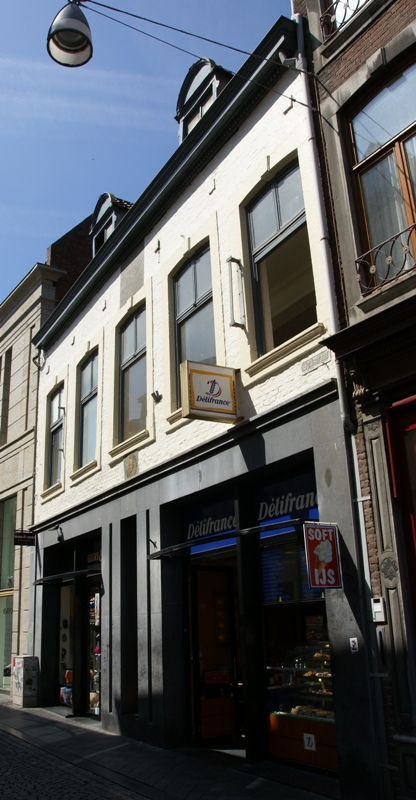
Geboortehuis Spilstraat 4
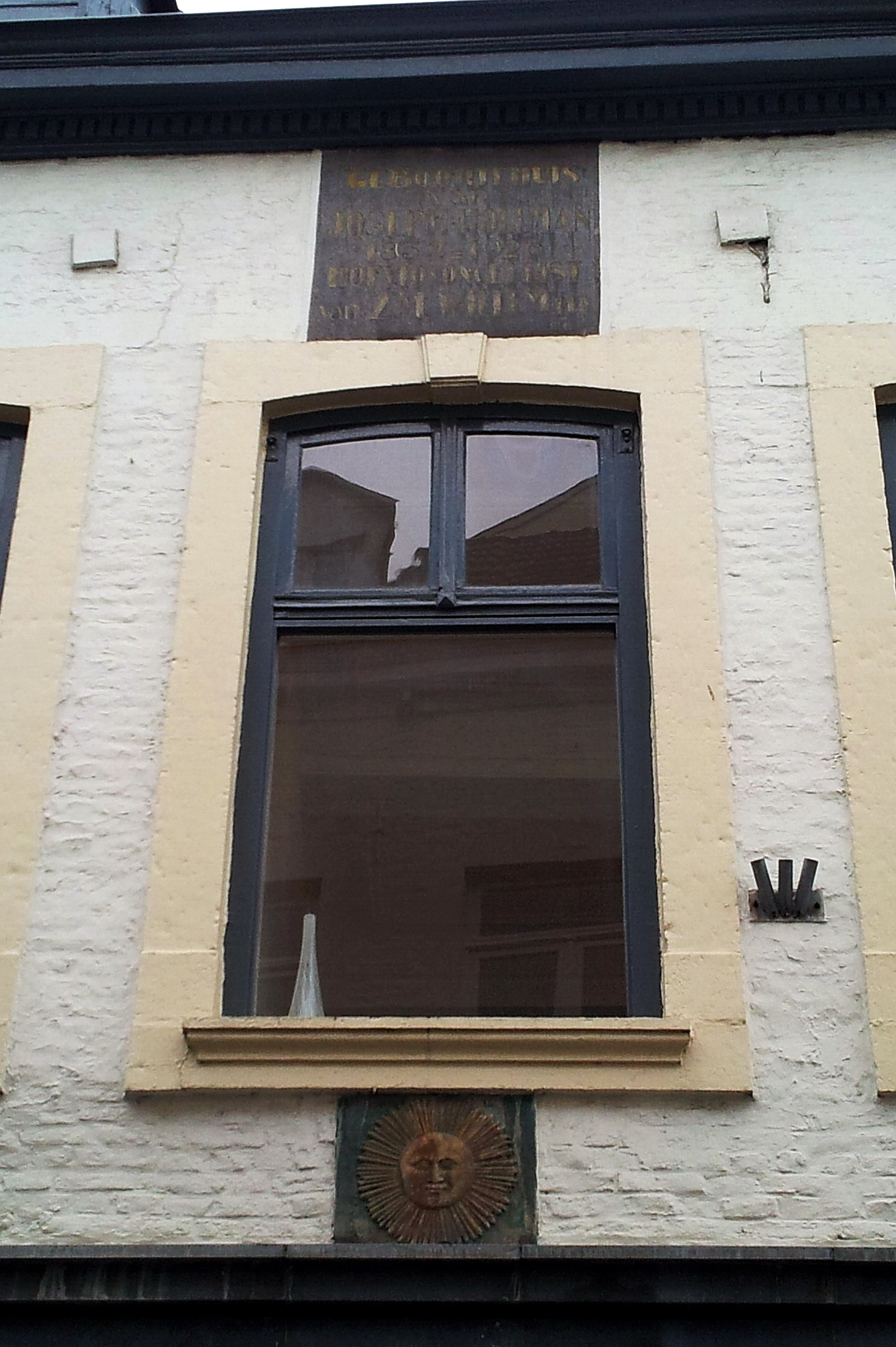
Detail gevel met plaquette

## Composities

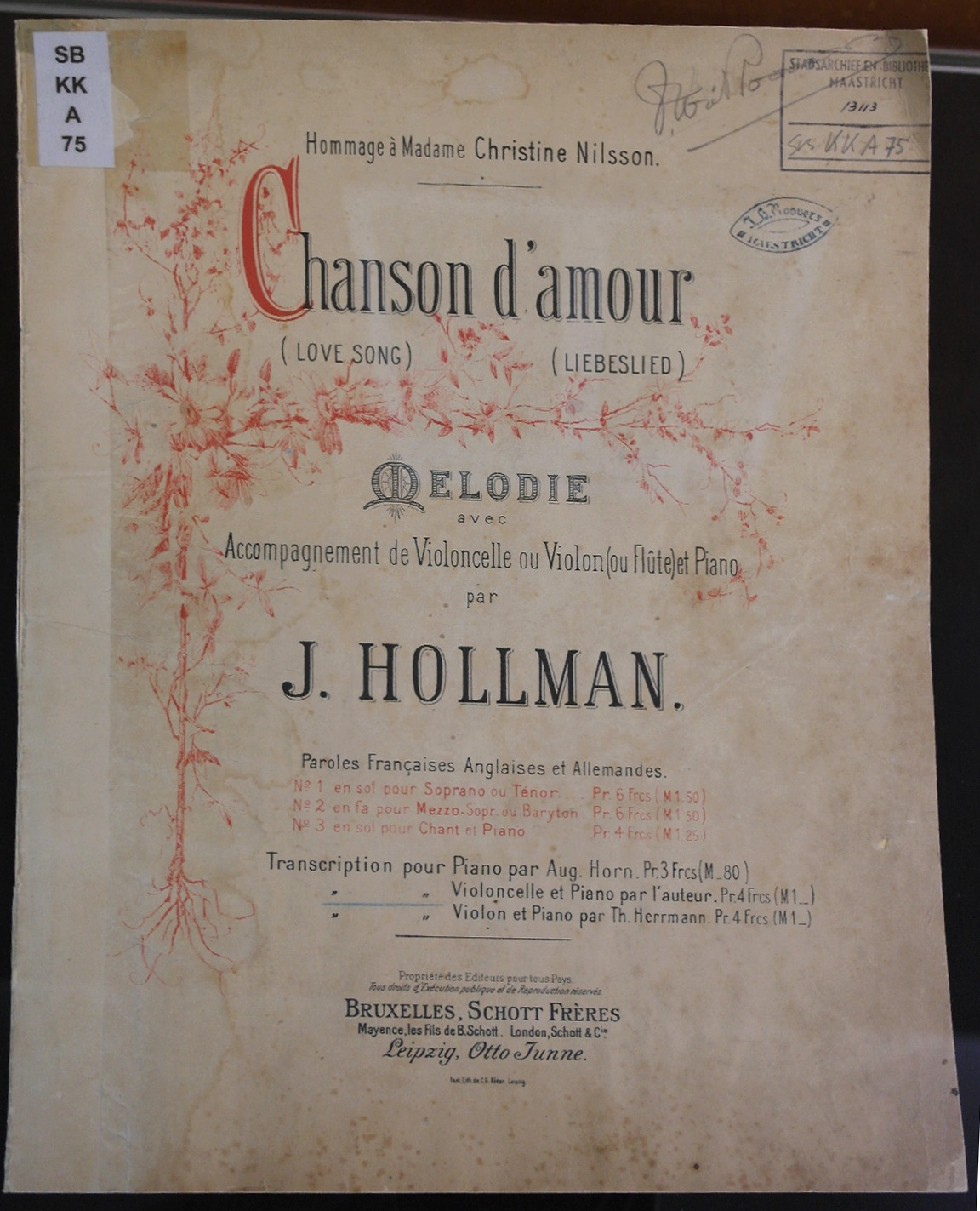
Titelblad Chanson d'Amour

- (Quatre) Pièces pour violoncelle et piano (1.Romance (opgedragen aan Elisabeth Scharwenka, nicht van Xaver Scharwenka), 2.Mazurka, 3.Rêverie (opgedragen aan Don Luis, koning van Portugal), 4.Gavotte. Parijs, Henri Heugel, 1884,
- Carmenfantasie, ca 1885.
- Chanson d'amour. Brussel, 1886 (opgedragen aan Christine Nilsson).
- Six pieces for cello and piano (ook wel: Six morceaux pour violoncelle avec accompagnement de piano: 1.Legende (opgedragen aan Eugene Zilken), 2.Pizzicati (opgedragen aan Ernest Ludewig), 3.Aubade (opgedragen aan Lady Brassey), 4.Andante (opgedragen aan Leo Stern), 5.Petite valse (opgedragen aan Dr. Robson-Roose), 6.Tarantelle (opgedragen aan Isaac Mossel)). Londen, Ewer & Co 1892.
- Deuxième mazurka. Pour le violoncelle avec accompagnement de piano. Londen, New York, 1894 (opgedragen aan koningin Wilhelmina).
- Souvenir de Berck. Valse. Pour violoncelle et piano. Parijs, 1910 (opgedragen aan Ch. Dequeker).
- Quand vous me montrez une rose. Romance. Pour chant et piano avec accompagnement de violoncelle obligato. Parijs, 1910 (opgedragen aan J. Piédallu).
- Twee (of drie?) celloconcerten.[5]
- Suite voor cello en orkest.

Van Hollmans cellospel zijn meerdere grammofoonplaatopnamen bewaard gebleven, onder meer van Le Cygne van Saint-Saëns en van de Gavotte no. 2 van David Popper.

## Trivia
- Hollman trad, naast zijn drukke internationale carrière, geregeld op in Maastricht (onder andere in de Dominicanenkerk) en bracht daarbij meestal zijn lievelingswerk Le Cygne uit Le Carnival des Animaux van Camille Saint-Saëns ten gehore.
- Hollman droeg zijn bekendste compositie Chanson d'Amour op aan de indertijd beroemde Zweedse sopraan Kristina Nilsson.
- In 1923 zou Hollman een concertreis naar Japan en China gemaakt hebben. Aan het einde van die reis zou hij zijn Stradivarius uit 1691, ooit eigendom van Filips Damiaan Lodewijk van Hoensbroeck, bisschop van Roermond, aan de Japanse keizer geschonken hebben.[7] Andere bronnen spreken dit verhaal tegen: Hollman zou nooit in China geweest zijn en bezat blijkbaar geen Stradivarius, maar een Guarneri-cello die voor een Stradivarius doorging.[8] Zijn Guarneri-cello was een geschenk van zijn ouders; het was dit instrument dat in Japan zou sneuvelen in de grote aardbeving in Tokio in 1927.[9]